# Rów Amirancki
Rów Amirancki (ang. Amirante Trench) – rów oceaniczny w północno-zachodniej części dna Oceanu Indyjskiego, na południowy zachód od Amirantów i północny wschód od atolu Providence.
Długość – 680 km, średnia szerokość – 30 km, głębokość do 5477 m (według niektórych danych do 9074 m).